# عید (فیلم ۲۰۰۶)
«عید» (انگلیسی: Holiday (2006 film)) یک فیلم است که در سال ۲۰۰۶ منتشر شد. از بازیگران آن می‌توان به دینو مورئا اشاره کرد.